# Yavi, Çat
Yavi là một thị trấn thuộc huyện Çat, tỉnh Erzurum, Thổ Nhĩ Kỳ. Dân số thời điểm năm 2011 là 1.201 người.